# ベーレンホイターの女
『ベーレンホイターの女』（ベーレンホイターのおんな）は、水木しげるによる日本の短編漫画作品。初出は『漫画アクション』（双葉社）1970年12月17日号。元々は、同誌にシリーズ連載されていた『怪奇幻想旅行』の一編だが、独立した読み切り作品である。水木しげるの貸本漫画『サイボーグ』のリメイク作品。

## 概要
莫大な報償と引き換えにサイボーグに改造された男の悲哀を描いた物語であり、虚無感や諦観がユーモアとともに表現された哲学的な作品ともされる。
サイボーグになった主人公が息子と風呂に入る場面は特に印象的とされ、『ベーレンホイターの女』を傑作のひとつとして推す声もある。
1960年に発表された貸本漫画『サイボーグ』と大筋の展開は同じだが、人物設定や物語の結末などが異なっている。なお、『サイボーグ』発表当時は「サイボーグ」の名称はまだ一般化しておらず、日本で最初に「サイボーグ」という言葉を使用した漫画とされている。

## あらすじ
実業家の猫山は事業に失敗して莫大な借金を残し国外に逃亡する。そこで猫山は宇宙医学の科学者に出会い、莫大な報償と引き換えに宇宙ロケットの乗員になり、そのための肉体改造を承諾する。
猫山の目、口、生殖器が入れ替えられ、手術に次ぐ手術で人工器官が植え込まれてゆく。そして、宇宙の異常な環境に適応できるサイボーグが遂に完成する。
宇宙に発つ前、猫山は家族に会いに行くが、面影を残さない異形の姿のため化物扱いされてしまう。猫山は孤独に震えるが、機械となった体は涙を流すこともできなかった。
やがて猫山は宇宙ロケット「ベーレンホイター号」で宇宙に旅立ち、マスコミからは「ベーレンホイターの女」と騒がれる。それから数十年、ベーレンホイターの女は宇宙を飛び続けるが、そこには巨大な無が横たわっているだけだった。もう家族のことや、自分が変身したことすら忘れかけようとしていた。

## 書誌情報
比較的、最近の刊行物を記載。
ベーレンホイターの女
- 『まぼろし旅行記 妖怪ワンダーランド(7)』（筑摩書房〈ちくま文庫〉、1995年7月、ISBN 4-480-03067-0）
- 『水木しげるホラー劇場』（集英社ホームリミックス、2007年6月、ISBN 978-4-8342-4255-3）
- 『水木しげる ビッグ作家究極の短編集』（小学館、2013年1月、ISBN 978-4-09-185076-8）
- 『シリーズ日本の民話[全]／怪奇幻想旅行[全]』（講談社〈水木しげる漫画大全集〉、2016年5月、ISBN 978-4-06-377559-4）

サイボーグ
- 『水木しげる怪奇貸本傑作選　不死鳥を飼う男・猫又』（ホーム社漫画文庫、2008年4月、ISBN 978-4-8342-7413-4）
- 『貸本漫画集(4) 恐怖の遊星魔人 他』（講談社〈水木しげる漫画大全集〉、2015年5月、ISBN 978-4-06-377534-1）